# Estadi Félix Houphouët-Boigny
L'Estadi Félix-Houphouët-Boigny, anomenat Le Félicia, és un estadi esportiu de la ciutat d'Abidjan, a Costa d'Ivori. És utilitzat per la pràctica del futbol, rugbi i atletisme.
Té una capacitat per a 50.000 espectadors.
Va ser construït el 1964, essent conegut amb el nom Stade Andre Geo. Fou seu de la selecció i del club ASEC Mimosas. Va ser seu de la Copa d'Àfrica de Nacions 1984, del Campionat Africà de Nacions de 2009 i dels Jocs de la Francofonia de 2017.
L'any 2020 fou renovat amb motiu de la celebració de la Copa d'Àfrica de Nacions 2023.